# Adrianichthyidae
La famiglia Adrianichthyidae comprende 37 specie di pesci ossei d'acqua dolce e salmastra dell'ordine Beloniformes. Sono noti in inglese come ricefishes.

## Distribuzione e habitat
Sono diffusi nell'Asia meridionale a nord fino al Giappone ed alla Corea. Una specie (Oryzias sinensis) è stata introdotta in Europa orientale, dove si è molto diffusa ed ha creato notevoli alterazioni ambientali.

Vivono in acque basse, tipicamente nelle risaie, ed alcune specie frequentano le acque salmastre mostrando un certo grado di eurialinità.

## Descrizione
Questi pesci presentano un dorso piatto con bocca rivolta in alto e pinna dorsale arretrata, prossima alla pinna caudale, che ha in genere bordo diritto, in alcune specie con raggi sporgenti ai lati. La pinna anale è più lunga della dorsale mentre le pinne ventrali in molte specie sono piccole e le pettorali solitamente ampie. Presentanono grandi ed hanno brillanti riflessi blu. È presente il dimorfismo sessuale: i maschi hanno spesso linee rosse sulla pinna caudale, che può avere alcuni raggi allungati. Inoltre le livree maschili tendono ad avere colorazione più vivace

Questi pesciolini hanno dimensioni minute, comprese tra i 1,6 cm di Oryzias uwai e i 17 cm di Adrianichthys poptae.

## Riproduzione
Sono pesci ovipari. Le uova sono deposte tra la vegetazione acquatica o trattenute tra le pinne della femmina, secondo la specie.

## Importanza economica
Alcune specie sono utilizzate nella lotta biologica contro le zanzare.

## Acquariofilia
Diverse specie del genere Oryzas sono allevate, non comunemente, negli acquari.

## Generi
La famiglia è suddivisa in 2 sottofamiglie, ciascuna comprendente 2 generi, per un totale di 37 specie:
- Sottofamiglia Adrianichthyinae
  - Genere Adrianichthys
    - Adrianichthys kruyti
    - Adrianichthys oophorus
    - Adrianichthys poptae
    - Adrianichthys roseni
- Sottofamiglia Oryziinae
  - Genere Oryzias
    - Oryzias bonneorum
    - Oryzias carnaticus
    - Oryzias celebensis
    - Oryzias curvinotus
    - Oryzias dancena
    - Oryzias eversi
    - Oryzias hadiatyae
    - Oryzias haugiangensis
    - Oryzias hubbsi
    - Oryzias javanicus
    - Oryzias latipes
    - Oryzias luzonensis
    - Oryzias marmoratus
    - Oryzias matanensis
    - Oryzias mekongensis
    - Oryzias melastigma
    - Oryzias minutillus
    - Oryzias nebulosus
    - Oryzias nigrimas
    - Oryzias orthognathus
    - Oryzias pectoralis
    - Oryzias profundicola
    - Oryzias sakaizumii
    - Oryzias sarasinorum
    - Oryzias setnai
    - Oryzias sinensis
    - Oryzias songkhramensis
    - Oryzias timorensis
    - Oryzias uwai
    - Oryzias woworae